# エチリデンジアセテート
エチリデンジアセテート（英語: ethylidene diacetate）または、二酢酸エチリデン（にさくさんエチリデン）は、化学式が (CH3CO2)2CHCH3 の有機化合物である。無色の低融点固体で、かつては酢酸ビニルの前駆体として使用されていた。

## 合成
工業的には、塩化鉄(III)触媒の存在下で、アセトアルデヒドと無水酢酸を反応させる。
CH3CHO  +  (CH3CO)2O →  (CH3CO2)2CHCH3
酢酸の熱除去により、酢酸ビニルに変換することができる。
(CH3CO2)2CHCH3   →   CH3CO2CH=CH2  +  CH3CO2H